# انجل استودیوز
انجل استودیوز یک شرکت رسانه‌ای مستقل و استودیوی پخش فیلم آمریکایی است که در پروو، یوتا واقع شده است. این شرکت یک سرویس بر فراز اینترنت درخواستی فیلم نیز هست. این رسانه جاری در سراسر جهان در دسترس است و می‌توان از طریق مرورگرهای وب یا از طریق نرم‌افزارهای کاربردی نصب شده روی تلفن‌های هوشمند، تبلت و تلویزیون‌های هوشمند به آن دسترسی داشت.
این استودیو به خاطر فیلم‌های با مضمون مسیحی شناخته شده است؛ از جمله فیلم صدای آزادی و مجموعه تلویزیونی برگزیده.

## تولیدات

### فیلم

#### لایو-اکشن
| عنوان                       | تاریخ انتشار   | مدیر(ها)                | فیلمنامه‌نویس                                                      | تولیدکننده(ها)                                                           | شرکای تولید                                               | بودجه            | دفتر جعبه         |
| --------------------------- | -------------- | ----------------------- | ----------------------------------------------------------------- | ------------------------------------------------------------------------ | --------------------------------------------------------- | ---------------- | ----------------- |
| عهد: مثَلها دوباره نقل شده   | ۶ اکتبر ۲۰۲۲   | پال سیرستاد             | پال سیرستاد                                                       | پال سیرستاد                                                              | TBA                                                       | TBA              | TBA               |
| تنها پسر او                 | ۳۱ مارس ۲۰۲۳   | دیوید هیلینگ            | دیوید هیلینگ                                                      | دیوید هیلینگ، رومن مدیانوف و مایک کینی دوم                               | راک بریج پروژکتورز                                        | 250 هزار دلار    | $۱۳٫۸ میلیون      |
| صدای آزادی                  | ۴ ژوئیه ۲۰۲۳   | الاندرانو مونتفرده      | رود بار و الزاندرو مونتفرده                                       | ادواردو براستگی                                                          | سینماهای سانتا ف                                          | ۱۴٫۵ میلیون دلار | ۲۵۰٫۶ میلیون دلار |
| بعد از مرگ                  | ۲۷ اکتبر ۲۰۲۳  | استیون گری و کریس راتکه | استیون گری و کریس راتکه                                           | جیسون پامر و جینز جیکب                                                   | استودیو سیفر تورا قیلمز                                   | ۱٫۲ میلیون دلار  | ۱۱٫۸ میلیون دلار  |
| تغییر                       | ۱ دسامبر ۲۰۲۳  | بروک هیزلی              | بروک هیزلی                                                        | بروک هیزلی و کن کارپنتر                                                  | نوک لین اینترتینمنت پیناکل پیک پیکچرز سالت شیکر مدیا      | ۶٫۴ میلیون دلار  | ۱۲٫۲ میلیون دلار  |
| کابرینی                     | ۸ مارس ۲۰۲۴    | الاندرانو مونتفرده      | الاندرو مونتفرده و رود بار                                        | لیو سڤیرینو و جوناثان سانجر                                              | تولید فیلم فرانچسکا لوپن فیلمز شرکت توسعه فیلم لودیجیانو  | ۵۰ میلیون دلار   | ۲۰٫۵ میلیون دلار  |
| بینایی                      | ۲۴ مه ۲۰۲۴     | اندرو هیئت              | اندرو هیئت، جان دایگن و باز مک لافلین                             | دارن مورمن، دیوید فیشر و ویکی سوتران                                     | اوپن ریور اینترتینمنت ریزرو اینترتینمنت                   | ۸٫۵ میلیون دلار  | ۷٫۲ میلیون دلار   |
| صدای امید: داستان پوسم تروت | ۴ ژوئیه ۲۰۲۴   | جوشوا ویگل              | جوشوا وگل و رِبقا وگل                                              | لیتیا رایت                                                               | "پیستر تری" پروداکشنز دیلی‌وایر+                           | ۸٫۵ میلیون دلار  | ۱۱٫۷ میلیون دلار  |
| بونهوفر                     | ۲۲ نوامبر ۲۰۲۴ | تاد کمارنیکی            | تاد کمارنیکی                                                      | تاد کمارنیکی                                                             | فونتانا این پلین سایت گروپ کروز نست پروداکشنز             | ۲۵ میلیون دلار   | ۱۲٫۲ میلیون دلار  |
| خانه                        | ۲۰ دسامبر ۲۰۲۴ | بن اسمالبون             | فیلیپ ابراهیم لیا باتمن جیسون راس                                 | بن کازیکا آندریا رویر بن سمولبون                                         | Black Autumn ShowSkies Fall Media Group                   | ۸ میلیون دلار    | ۲۰٬۷ میلیون دلار  |
| قهرمان تاریکی               | ۲۴ ژانویه ۲۰۲۵ | دامیان هاریس            | دایل جی بردلی لین رابرتسون-هی ناتانیل دینجان پ. سپنسر دامین هاریس | گرانت برادلیدریک دنر                                                     | MAKE/FILMSAristos Films فیلم‌های الهام بخش LLCTriode Media | هزار دلار۲۰۰     | ۴٫۴ میلیون دلار   |
| آینده                       |                |                         |                                                                   |                                                                          |                                                           |                  |                   |
| نقض قوانین                  | ۷ مارس ۲۰۲۵    | بیل گوتنتاگ             | جیسون براون بیل گوتن تاگ "لالا محبوب"                             | فیبی والر بریج علی فضل فهیم فاضلی نیکول بوشهری                           | نمایش پاییز سیاه                                          | ۸ میلیون دلار    | TBA               |
| آخرین رودیو                 | ۲۳ مه ۲۰۲۵     | جان اونت                | جون آونیت، نیل مک‌دونا دیرک پرزلی                                  | جان آونت، کیپ کونویسر، نیل مک دون، روو مک دون، دارن مورمن، استیفن پرستون | انجل استودیوز ۲۵۲۱ اینترتینمنت                            | TBA              | TBA               |
| تلگرام                      | TBA            | TBA                     | TBA                                                               | TBA                                                                      | TBA                                                       | TBA              | TBA               |
| یعقوب                       | TBA            | دیوید هیلینگ            | دیوید هیلینگ                                                      | TBA                                                                      | TBA                                                       | TBA              | TBA               |

#### انیمیشن
| عنوان     | تاریخ انتشار   | کارگردان                  | فیلمنامه‌نویس              | تولیدکننده                          | شریک تولید                                  |
| آینده     | آینده          | آینده                     | آینده                     | آینده                               | آینده                                       |
| --------- | -------------- | ------------------------- | ------------------------- | ----------------------------------- | ------------------------------------------- |
| شاه شاهان | ۱۱ آوریل ۲۰۲۵  | سونگ هو جانگ              | سونگ هو جانگ              | سونگ هو جانگ و وو هیونگ کیم         | انیمیشن موفک                                |
| داوود     | ۲۱ نوامبر ۲۰۲۵ | برنت داوز و فیل کانینگهام | برنت داوز و فیل کانینگهام | استیو پگرام، تیم کلر و ریتا امبانگا | اسلینگ‌شات پروداکشنز استودیو انیمیشن سانرایز |